# Mareca sibilatrix

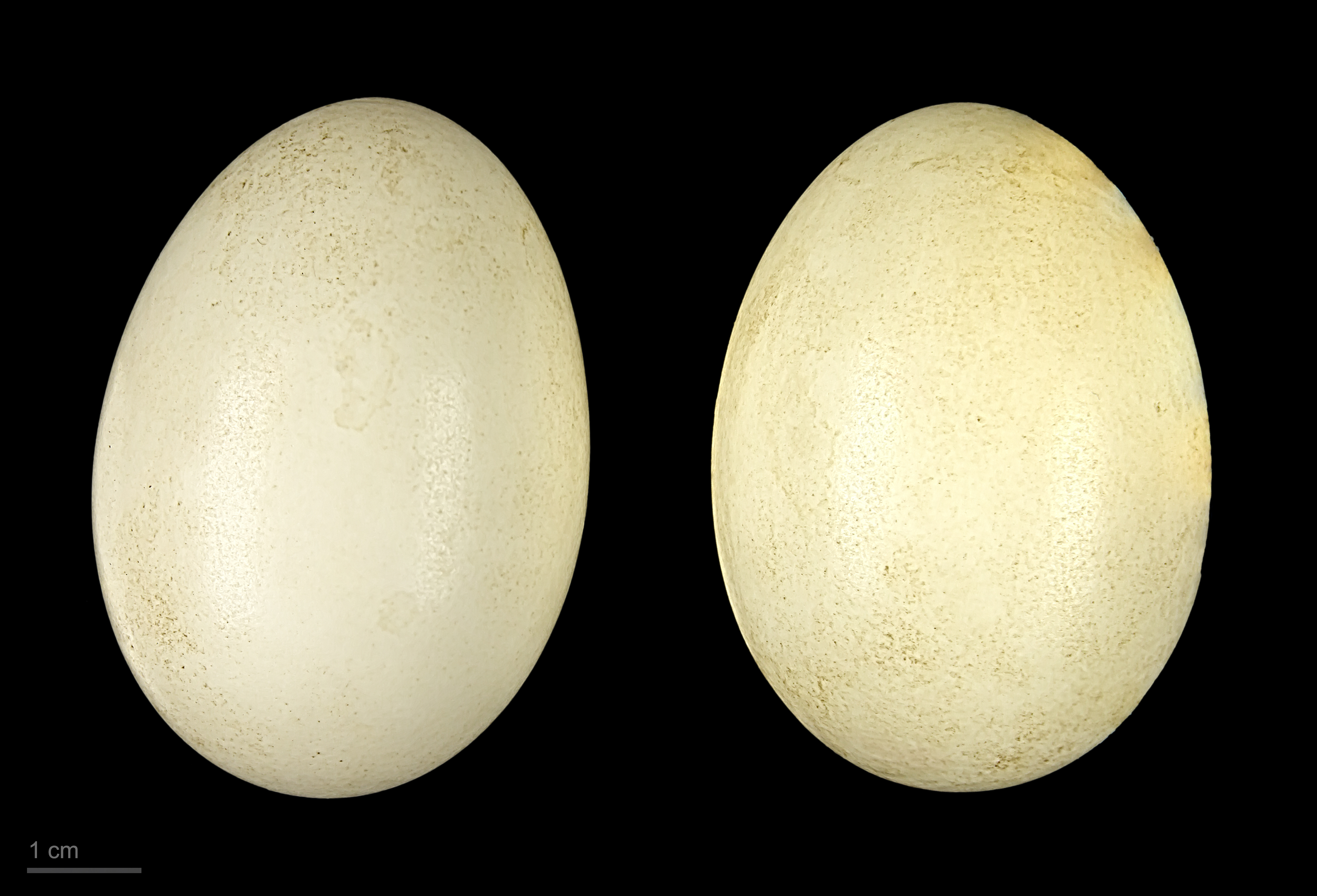
Mareca sibilatrix

Il fischione del Cile (Mareca sibilatrix (Poeppig, 1829)) è un uccello anseriforme della famiglia degli Anatidi.

## Descrizione
Le dimensioni degli esemplari maschi sono di 43–51 cm di lunghezza e 0,9 kg circa di peso.
Il piumaggio del petto e del dorso è variegato bianco e nero, i fianchi sono invece bruno rossicci, ventre bianco, mentre il capo presenta faccia bianca seguita da una vistosa fascia dai riflessi blu-verde scuro che inizia attorno agli occhi e prosegue fin sotto la nuca, questa nei maschi assume una colorazione più viva rispetto a quella delle femmine che è più spenta, becco e zampe sono di un colore azzurro tendente al grigio. Questa specie non presenta dimorfismo sessuale o abito nuziale.
Nel comunicare, entrambi i sessi alzano il mento ed emettono un richiamo simile ad un fischio, da cui derivano il nome.

## Distribuzione e habitat
Il fischione si trova nei laghi, nelle lagune e lungo fiumi tranquilli nella parte meridionale del Sud America e nelle isole Falkland.

## Biologia

### Alimentazione
Si ciba di piccoli crostacei, insetti e vegetali.

### Riproduzione
Raggiunge la maturità sessuale al secondo anno di vita, la femmina depone generalmente dalle 6 alle 11 uova, che vengono covate per un periodo di 25-26 giorni, i piccoli nati impiegheranno 6 settimane per crescere, spesso anche il maschio aiuta la femmina nell'accudirli e sfamarli.